# Diamond Princess (tàu)
Diamond Princess là một tàu du lịch thuộc sở hữu và điều hành bởi Princess Cruise. Tàu bắt đầu hoạt động vào tháng 3 năm 2004 và chủ yếu đi du lịch ở châu Á trong mùa hè ở bán cầu bắc và Úc trong mùa hè ở bán cầu nam. Diamond Princess là một tàu lớp Grand, còn được gọi là tàu lớp Gem. Diamond Princess và tàu chị em của nó,  Sapphire Princess, là lớp con rộng nhất của các tàu lớp Grand, vì chúng có beam dài 37,5 m (123 ft 0 in) trong khi tất cả các tàu lớp Grand khác có beam dài 36 m (118 ft 1 in). Diamond Princess và Sapphire Princess đều được Mitsubishi Heavy Industries đóng tại Nagasaki, Nhật Bản.

## Các ca bệnh COVID-19
Vào ngày 4 tháng 2 năm 2020, con tàu đã ở vùng biển Nhật Bản khi 10 hành khách được chẩn đoán mắc bệnh COVID-19 (do virus corona mới SARS-CoV-2), là một phần trong đại dịch COVID-19 năm 2019–20. Tổng cộng có 3.700 hành khách và phi hành đoàn đã bị Bộ Y tế, Lao động và Phúc lợi Nhật Bản cách ly trong khoảng thời gian 14 ngày, ngoài khơi cảng Yokohama.
Tính đến 13 tháng 2 năm 2020, con tàu đã được cách ly ngoài cảng Yokohama với 218 người trên tàu nhiễm coronavirus mới được xác nhận.
Ngày 14 tháng 2 năm 2020, chính phủ Nhật đã gửi lên tàu 2000 chiếc iPhone (cho 2000 phòng trên tàu) với ứng dụng cài sẵn để giúp cho người trên tàu có thể yêu cầu y tế, bác sĩ, cập nhật thông tin y tế chính thức.
Vào sáng ngày 19 tháng 2 năm 2020, 500 hành khách (chủ yếu là người cao tuổi có kết quả xét nghiệm âm tính với COVID-19) đầu tiên đã được rời tàu sau 2 tuần cách li.